# Wilaya de Bordj Bou Arreridj
La wilaya de Bordj Bou Arreridj (en berbère : ⴰⴳⴻⵣⴷⵓ ⵏ ⴱⵓⵔⴵ ⴱⵓ ⵄⵔⵉⵔⵉⴵ ; en arabe : ولاية برج بوعريريج) est une wilaya algérienne située dans les Hauts-Plateaux. La partie Nord de la wilaya fait partie de la Kabylie. Elle est divisée administrativement en 34 communes et 10 daïras.
La wilaya de Bordj Bou Arreridj s'étend sur 10 982 km². La population résidente est estimée à 628 475 habitants en 2008.

## Étymologie
Le nom de la Wilaya prend son origine de l'époque Ottomane. Or, les Turcs consacraient les régions, relativement haute de la Wilaya, à la surveillance du territoire, en leur donnant le nom Bordj, qui signifie une citadelle militaire ottomane au temps de la régence. Parmi ces régions destinées à la surveillance et la veille militaire sur le territoire, on cite: Bordj Zemmoura, Bordj Ghedir, Bordj Medjanna.
Cependant, les historiens[Qui ?] laissent entendre également deux hypothèses quant à l'étymologie de Bordj Bou Arréridj.
La première hypothèse fait référence à un personnage historique Baba Arroudj, venu s'établir dans la région en 1415, d’où la nomination Bordj Bou Arréridj. La forme du toponyme Bordj Bou Arréridj au lieu Bordj Baba Arroudj consiste à un remaniement syntaxique dans le but d'alléger sa prononciation.
La deuxième hypothèse fait référence au casque militaire que portait le soldat turc, chargé de la surveillance du territoire, dotée d'une plume rouge d'une grande ressemblance à une crête du coq, d'où le nom en arabe Arroudj qui signifie crête. Il est important de souligner que les historiens penchent plus en faveur de cette dernière hypothèse.

## Organisation de la wilaya

### Walis

Localisation des daïras dans la wilaya de Bordj Bou Arreridj:

| N° | Wali                           | Début             | Fin               |
| -- | ------------------------------ | ----------------- | ----------------- |
| 1  | Rabak Boubartakh               |                   | 13 mai 1984       |
| 2  | Hadj Khélifa Aïssaoui          | 13 mai 1984       | 29 juillet 1987   |
| 3  | Tayeb Bennar                   |                   | 30 juin 1994      |
| 4  | Hafsi Mahgoun                  | 30 juin 1994      |                   |
| 5  | Noureddine Bedoui              |                   | 17 août 2004      |
| 6  | Abderrahmane Kadid             | 17 août 2004      |                   |
| 7  | Azzedine Mecheri               | octobre 2010      |                   |
| 8  | Salah El Afani                 | 13 juillet 2017   |                   |
| 9  | Abdelkader Belhedjazi El-Ghali | 17 septembre 2019 | 25 janvier 2020   |
| 10 | Mohamed Benmalek               | 25 janvier 2020   | 14 septembre 2022 |
| 11 | Kamel Nouicer                  | 14 septembre 2022 | en cours          |

1. Bordj Bou Arreridj
2. Aïn Taghrout
3. Ras El Oued
4. Bordj Ghedir
5. Bir Kasdali
6. El Hamadia
7. Mansoura
8. Medjana
9. Bordj Zemoura
10. Djaafra

## Géographie

### Situation et territoire
La wilaya est située dans les Hauts Plateaux, à cheval sur la chaîne de montagne des Bibans qui délimite la frontière Sud de la Petite Kabylie. En effet, elle se trouve à mi-parcours du trajet séparant Alger de Constantine. Elle est délimitée :
- au Nord par la wilaya de Bejaia ;
- à l'Est par la wilaya de Sétif ;
- à l'Ouest par la wilaya de Bouira ;
- Au Sud par la wilaya de M'sila.

|                  | Wilaya de Bejaia             |                 |
| Wilaya de Bouira | wilaya de Bordj Bou Arréridj | Wilaya de Sétif |
|                  | Wilaya de M'Sila             |                 |

### Topographie
La wilaya est constituée de trois zones géographiques qui se succèdent:
- une zone montagneuse, avec au Nord, la chaîne des Bibans
- une zone de hautes plaines qui constitue la majeure partie de la wilaya
- une zone steppique, au Sud-Ouest, à vocation agropastorale.

L'altitude varie entre 302 m et 1 885 m.

### Hydrographie
La wilaya de Bordj Bou Arreridj possède de nombreuses sources d'eau, elle enregistre la présence de thermes naturels, dont les eaux sont dotées de vertus curatives. La plus connue est Hammam El Biban, à l'ouest qui a été rénovée et Hamam Ibaynan, au nord. Le principal cours d'eau traversant la wilaya est l'Oued Bou Sellam ainsi que l'Oued el Ksoub dans le sud de la wilaya.
Le thermalisme est de plus exploité dans les 200 sources thermales de la wilaya.
La wilaya comprend le barrage d'Aïn Zada.

### Climat
La wilaya se caractérise par un climat continental, qui offre des températures chaudes en été et très froides en hiver, parmi les plus basses d’Algérie. La pluviométrie annuelle est de 300 à 700 mm.

### Faune et flore
Riche de par son relief naturel varié avec ses montagnes, ses forêts, ses hautes plaines et sa steppe, la wilaya de Bordj Bou Arreridj héberge d'une faune et une flore diversifiées. La flore est composée des forêts naturelles de pins d'Alep du Nord et de l'Ouest de la wilaya et les cédraies du Sud-Est, notamment celles de Ras El Oued, ainsi que des chênes.
Les mammifères recensés sont : le lièvre bru, le lapin de garenne, le porc-épic, le chacal, le hérisson, le chat-forestier, la hyène rayée, le loup doré,le chat-sauvage des steppes et la genette. Pour les oiseaux, pas moins d'une cinquantaine d'espèces, endémiques de la zone, sont présentes.

## Histoire

### Avant le colonialisme
La wilaya a connu diverses civilisations. Les Romains, qui ont laissé de nombreux vestiges, les Vandales, les Hammadides, les Almohades, mais aussi les Ottomans et enfin les Français ont conquis cette région et s’y sont finalement installés en raison notamment de ses terres fertiles.

### Durant le colonialisme
Mohamed El Mokrani, figure historique, s'est illustré pendant la période coloniale pour s’être insurgé, avec l'appui des habitants de la région contre la présence française. Cette révolte, dite « des Mokrani » a été suivie d'une sévère répression, qui a entraîné l'exécution et de nombreuses déportations vers la Nouvelle-Calédonie, où une communauté algérienne existe encore aujourd’hui, ainsi que le séquestre des meilleures terres, livrées aux colons européens.
Pendant la guerre d'Algérie, Bordj Bou Arreridj faisait partie de la wilaya III. Bordj Ghedir située au sud de la wilaya, était le théâtre de grandes batailles pendant la guerre d'Algérie.

### Anciennes tribus

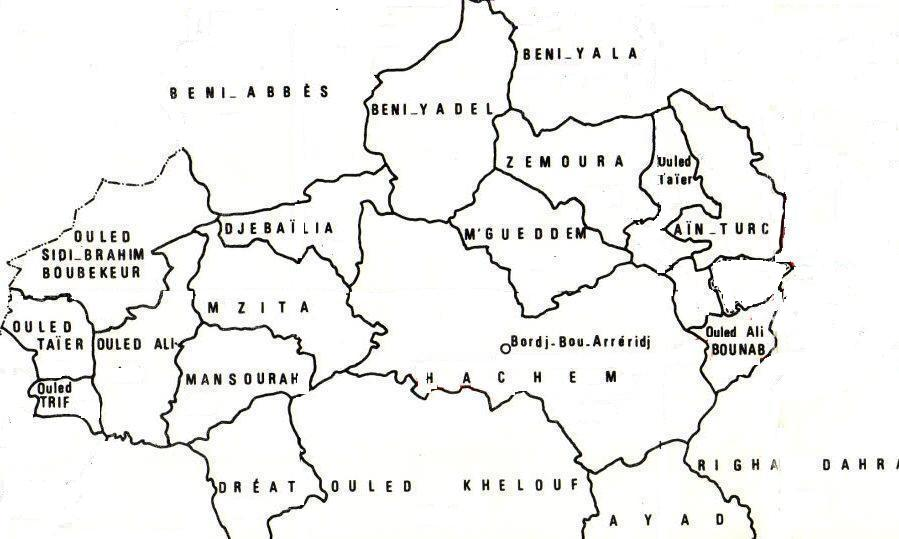
Carte des anciennes tribus de la région de Bordj-bou-Arreridj

La population de la wilaya de Bordj Bou Arreridj tire ses origines connues des principales tribus des zamcha, Dréat, Hachem, M’Zita, Maadid, Mansourah, Meguedem, Ouennougha, Ouled Ali, Ouled Ali bou Nab, Ouled Ayad, Ouled Khelouf, Ouled Sidi Brahim Boubekeur, Ouled Thaïer, Ouled Trif, Righa-Dahra et Zemmoura,
- Daïra de Bordj Bou Arreridj : M'guedem la grande portion de la population et autre Oueled khlouf et H'chem
- Daïra d'Aïn Taghrout :	Aïn Taghrout (Ain Turk), Tixter (Ouled Ali bou Nab)
- Daïra de Ras El Oued :	Ain Tassera (Hachem), Ras El Oued (Righa-Dahra), Ouled Brahem (Righa-Dahra)
- Daïra de Bordj Ghedir :	El Anasser (Ouled Cheniti), Belimour (Hachem), Brj Ghedir (Ayad), Ghilassa (Ayad), Taglait (Ouled Hannech)
- Daïra de Bir Kasdali :	Bir Kasdali (Hachem), Sidi Embarek (Hachem), Khelil (Ouled Taïer et Ain Turk)
- Daïra d'El Hamadia :	Ouled Khelouf
- Daïra de Mansoura :	Ben Daoud (Ouled Taier et Ouled Trif), El M'hir (Ouled Ali), Haraza (Ouled Sidi Brahim), Ouled Sidi Brahim (Ouled Sidi Brahim), Mansoura (Mansoura au Sud et M'Zita au Nord)
- Daïra de Medjana :	Teniet En Nasr (Djebaïlia), El Achir (Hachem), Medjana (Hachem), Hasnaoua (M'Gueddem)
- Daïra de Bordj Zemoura :	Bordj Zemoura (Zemoura), Tassameurt (Zemoura), Ouled Dahmane (M'Gueddem)
- Daïra de Djaafra :	Beni Yadel

## Population et société

### Évolution démographique
En 2008, la population de la wilaya de Bordj Bou Arreridj était de 628 475 habitants contre 429 009 en 1987. 4 communes dépassaient alors la barre des 25 000 habitants:
| 1987    | 1998    | 2008    |
| ------- | ------- | ------- |
| 429 009 | 559 928 | 628 475 |

| Commune            | Population | Taux de croissance annuel 1998/2008 |
| ------------------ | ---------- | ----------------------------------- |
| Bordj Bou Arreridj | 168 346    | 2,3 %                               |
| Ras El Oued        | 51 482     | 2,0 %                               |
| Bordj Ghedir       | 26 042     | 1,1 %                               |
| Khelil             | 26 037     | 1,0 %                               |

La wilaya connaît un déséquilibre en matière de répartition des populations engendré par le déplacement des populations vers les hautes plaines centrales, sur le long des axes routiers et des agglomérations urbaines, en raison des contraintes naturelles liés à la nature montagnarde et steppique des zones Nord et Sud.

### Langues
En raison de sa localisation, la wilaya connait un panaché mosaïque qui épouse plusieurs cultures : Hodnanienne, Bordjienne et kabyle. Les traditions Hondaniennes au sud en relation avec la wilaya de MSila, Bordjienne au centre (en général la culture des Hauts Plateaux de L’Est) et enfin la culture kabyle est présente dans les villes du nord de la wilaya. La wilaya est majoritairement arabophone mais compte une minorité de villages d'expression amazighe localisées surtout au nord et à l'ouest, on en cite: Jaafra, Mansoura, Medjana et une partie de Zemmoura.

## Économie

### Agriculture
La wilaya de Bordj Bou Arréridj est à vocation agricole, la zone des hautes plaines est à haut rendement céréalier. Au nord, la zone montagneuse des Bibans est dominée par l'arboriculture, surtout l'olivier et le figuier, la région possède de nombreuses huileries traditionnelles. Le sud-ouest est une zone steppique à vocation pastorale où se pratique une agriculture extensive avec association céréaliculture jachère.

### Industrie
La wilaya de Bordj Bou Arreridj est devenue un jeune pôle industriel. Elle figure parmi les wilayas les plus dynamiques d’Algérie, notamment dans le secteur de l’électronique et l'agroalimentaire. Elle a été rebaptisée par les Algériens « capitale de l’électronique ».
Plusieurs groupes à dimension nationale sont installés tel que Star, Condor, Samsung et Nidor. Bordj Bou Arreridj est très marquée par ses entrepreneurs privés.
Le gouvernement algérien encourage le développement de la région des Hautes Plaines (Sétif – Bordj-Bou-Arreridj) à travers le déploiement de plusieurs initiatives d’envergure : construction d’infrastructures comme l’autoroute Est-Ouest, création de zones d’activités industrielles intégrées, etc. Une nouvelle zone industrielle a été créée dans la commune d'El Hamadia pour désengorger la zone industrielle de la ville de Bordj Bou Arreridj, ainsi que sur les territoires de la daïra de Bir Kasdali, la daïra d'Aïn Taghrout et la daïra de Ras El Oued.

## Patrimoine
La wilaya possède de nombreux sites touristiques et historiques, tel que le barrage de Aïn Zada, le village d'El Gheliat à Bordj Zemoura, la région forestière de Djelifa, la Zaouïa d’El Koléa, le Fort El Mokrani, le site thermal de Hammam Ibaïne, le tombeau romain de Bordj Ghedir et les ruines de l'ancienne cité de Tihamamine à El Hamadia.